# Acanthogyrus cameroni
Acanthogyrus cameroni är en hakmaskart som först beskrevs av Gupta och Kajaji 1969.  Acanthogyrus cameroni ingår i släktet Acanthogyrus och familjen Quadrigyridae. Inga underarter finns listade i Catalogue of Life.